# Хатунцев, Виктор Ильич
Виктор Ильич Хатунцев — советский футболист, защитник, воспитанник московского футбола.

## Биография
В футбольную школу московских Сокольников пришёл в возрасте 8 лет. Первый тренер — Пётр Ежов. В 17-летнем возрасте в составе своей футбольной школы принял участие в «Кубке надежды», в Сочи. Играя на турнире с грузинской командой опекал Давида Кипиани, после того матча Виктор Жильцов, тренер команды «Авангард» из Коломны, предложил играть в команде-участнице Первенства страны класса «Б».
Через год вместе с тренером уехал в Петропавловск-Камчатский, где в общей сложности отыграли за местный «Вулкан» 4 сезона.
В 1971 году в Петропавловске-Камчатском на праздновании «Дня моряка» была организована товарищеская игра «Вулкана» с командой ветеранов московского «Спартака». Возглавлявший делегацию Александр Коршунов предложил попробовать силы в «Спартаке». Старший тренер команды Никита Симонян и начальник Николай Старостин побеседовав с новичком — дали шанс. Играл в дубле (забил 2 гола — «Карпатам» (Львов) и «Заре» (Ворошиловград)), иногда заявляли за основной состав, но все игры просидел на скамейке запасных. Составить конкуренцию игравшему на позиции левого защитника в основе Евгению Ловчеву 20-летний дебютант не смог. И вернулся в «Вулкан» вместе с которым победил в первом розыгрыше Кубок РСФСР в 1973 году.
Пробовался в «Крыльях Советов» (Куйбышев), «Искре» (Смоленск) и «Локомотиве» (Челябинск).
В сезоне 1975 года «Крылья Советов» в очередном туре чемпионата на своём поле выиграли «Звезду» (3:0). После той игры Виктор Хатунцев приглянулся Николаю Самарину, и в конце сезона он предложил переехать в Пермь. Оставшуюся карьеру провёл в «Звезде» (Пермь): 7 сезонов, 200 матчей и 5 голов. 28 марта 1976 года играл в кубковом матче против команды высшей лиги «Днепр» (Днепропетровск) (счёт 0:2). Участник международного турне (1978), в составе «Звезды», и игр против сборных Йемена (4:1) и Ливии (0:1). В сезоне 1980 года Николай Самарин повторно уговорил Виктора Хатунцева сменить клуб — на челябинский «Локомотив».
После окончания футбольный карьеры 14 лет проработал на Пермском моторном заводе.

## Достижения
командные
- победитель первой лиги СССР (1975) и второй лиги СССР (1978)
- обладатель Кубок РСФСР по футболу (1973)
- серебряный призёр класса «Б» (1970)

личные
- провёл более 300 матчей в первенствах и кубках страны.
- провёл 200 матчей за «Звезду» (Пермь)[1].